# The X-Rays
The X-Rays er en britisk stumfilm fra 1897 af George Albert Smith.